# Gare de Liverpool Street
 (novembre 2021).
Si vous disposez d'ouvrages ou d'articles de référence ou si vous connaissez des sites web de qualité traitant du thème abordé ici, merci de compléter l'article en donnant les références utiles à sa vérifiabilité et en les liant à la section « Notes et références ».
Cet article concerne la gare de voyageurs. Pour la station de métro, voir Liverpool Street (métro de Londres).
Cet article concerne une gare à Londres. Pour la gare principale de Liverpool, voir Gare de Liverpool Lime Street.
La gare de Liverpool Street (Liverpool Street station ou London Liverpool en anglais) est située à Londres dans la City of London, le quartier financier de la capitale britannique. La station souterraine de Liverpool Street la relie au métro de Londres.

## Histoire

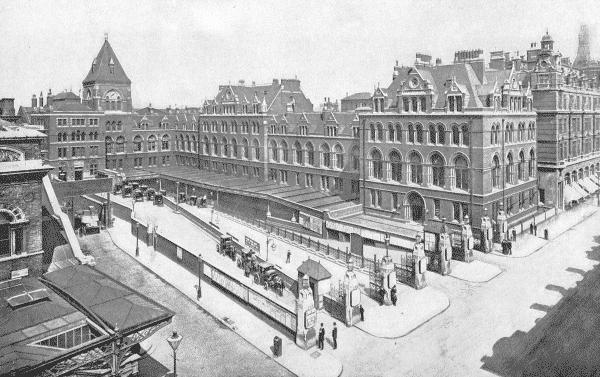
La gare en 1896.

La gare de Liverpool Street a été inaugurée par la compagnie Great Eastern Railway le 2 février 1874 mais elle ne fut totalement opérationnelle qu'à partir du 1er novembre 1875. La gare d'origine, située à Bishopsgate, a par la suite été fermée au transport de passagers et a rouvert en tant que gare de marchandises en 1881 mais elle fut détruite par un incendie le 5 décembre 1964. Le site est actuellement en réaménagement dans le cadre de l'extension de la East London line du métro de Londres.
Les plans de la nouvelle gare ont été dessinés par l'ingénieur en chef de la compagnie Great Eastern, Edward Wilson, et le bâtiment construit par l'architecte britannique Charles Barry, Jr. sur le site qu'a occupé le Bethlem Royal Hospital du XIIIe au XVIIe siècle. Une plaque de la Corporation of London commémore la construction de cette gare. Les travaux, effectués dans le cadre de l'extension du quartier de la City, se sont déroulés durant la fin du mandat du Premier ministre Lord Liverpool. En souvenir, son nom a été donné à la rue Liverpool Street ainsi qu'à la nouvelle gare adjacente.
Un des moyens de rallier la City en train se faisait initialement grâce à la gare construite par la compagnie Eastern Counties Railway à Shoreditch et inaugurée le 1er juillet 1840. Mais la Great Eastern Railway souhaitait un accès encore plus proche et c'est cette raison qui a motivé la construction de la nouvelle gare. La gare de Shoreditch fut alors rebaptisée « Bishopsgate » en 1846.
Les travaux de construction de la gare de Liverpool Street se sont avérés extrêmement coûteux en raison du prix du rachat des terrains et un nombre important d'habitants a dû être déplacé à cause des nombreuses démolitions d'immeubles. De plus, la Great Eastern Railway voulait lier physiquement les lignes de son réseau au réseau souterrain du Metropolitan Railway, rarement utilisé et vite abandonné. Cela impliquait que les lignes de la GER devaient s'enfoncer relativement profondément par rapport au niveau de la rue. Aujourd'hui, les trains doivent affronter une très forte pente pour sortir de la gare et retrouver le réseau de surface.
Cette gare fut le premier endroit de Londres à être touché par un Gotha G allemand durant la Première Guerre mondiale. Le bombardement de mai 1917 tua 162 personnes.
Entre 1985 et 1992, la gare subit d'importants travaux. Les quais furent modifiés et de nouveaux guichets souterrains furent construits mais la façade, les piliers en acier de l'époque des locomotives à vapeur et l'hommage aux employés de la Great Eastern Railway morts pendant la Grande Guerre furent conservés. La gare a officiellement été ré-inaugurée par la reine Élisabeth II en 1991.

## Service des voyageurs

### Desserte
La gare de Liverpool Street dessert des destinations dans l'est de l'Angleterre : Cambridge, Lowestoft, Great Yarmouth, Norwich, Ipswich, Chelmsford, Colchester, Braintree et le port d'Harwich ainsi que des gares de la banlieue nord-est de Londres. L'aéroport de Londres Stansted est également desservi en 45 minutes grâce à la liaison du Stansted Express. Liverpool Street est une des gare les plus fréquentées de la capitale britannique.  Contrairement à ce que des non-habitués ou des touristes pourraient croire, la gare de Liverpool Street ne dessert pas la ville de Liverpool. Pour cette destination, les trains partent de la gare d'Euston.
Pratiquement toutes les liaisons passagers sont assurées par la compagnie ferroviaire National Express East Anglia qui exploite des trains de banlieue sur les lignes de la Great Eastern et de la compagnie West Anglia, des trains express pour Colchester, Ipswich et Norwich, ainsi que des dessertes locales vers l'Est-Anglie. Ces lignes sont connues sous le nom de « Réseau de la Greater Anglia ».
La gare est desservie par la Elizabeth line, entrée en service le 24 mai 2022.

## Projets

### Crossrail
À l'avenir, Liverpool Street accueillera Crossrail , qui sera baptisée «ligne Elizabeth», sur de nouvelles plates-formes souterraines au sud-ouest du bâtiment de la gare existante. Les trains circuleront à l'ouest en direction de l'aéroport d'Heathrow ou de Reading dans le Berkshire via Paddington , et à l'est jusqu'à Abbey Wood dans le sud-est de Londres ou Shenfield dans l'Essex.  Une nouvelle billetterie avec accès sans marche est en construction à côté du développement de Broadgate, avec un lien piétonnier via les nouvelles plates-formes vers la billetterie de Moorgate , offrant un accès direct à la ligne nord du métro de Londreset la National Rail Northern City Line à Moorgate. Ainsi, Liverpool Street apparaîtra sur la carte du métro comme un échangeur avec Moorgate, de la même manière que Bank and Monument . 
Les six trains par heure creuse qui forment actuellement le service de «métro» TfL Rail à partir de Shenfield seront doublés de fréquence et détournés dans le tunnel Crossrail après avoir quitté Stratford . De plus, un service de quatre trains par heure uniquement en pointe sera conservé entre Gidea Park et Liverpool Street dans le terminus existant sur la Great Eastern Main Line entre Stratford et Liverpool Street (sans Whitechapel). Une fois Crossrail ouvert, le quai 18 de la gare principale de Liverpool Street sera déclassé pour permettre l'extension des quais 16 et 17, leur permettant d'accueillir des trains à neuf voitures.  

### Essai de marchandises
Un essai de fret entre Liverpool Street et London Gateway devrait commencer en avril ou mai 2020, à l'aide d'un train bimode de classe 769 . 

## Dans la culture
La gare de Liverpool Street est une des quatre gares de l'édition britannique du jeu Monopoly.